# China Southern Airlines
Китайские Южные авиалинии (кит. упр. 中国南方航空公司, пиньинь Zhōngguó Nánfāng Hángkōng Gōngsī; англ. China Southern Airlines) (SSE: 600029, SEHK: 1055) — авиакомпания, базирующаяся в Гуанчжоу провинции Гуандун (Китай), осуществляет местные, региональные и международные рейсы. Китайские Южные авиалинии — крупнейшая азиатская авиакомпания по размеру флота, крупнейший авиаперевозчик Азии, 7-я в мире авиакомпания по перевозке местных пассажиров, 7-я в мире авиакомпания по пассажирообороту регулярных рейсов в пассажиро-километрах. Китайские Южные авиалинии — крупнейший по числу перевезенных пассажиров авиаперевозчик Китая. Китайские Южные авиалинии перевозят больше грузов на местных линиях, чем другие авиакомпании.
Главными аэропортами авиакомпании Китайские Южные авиалинии являются Международный аэропорт Гуанчжоу Байюнь и Международный аэропорт Пекин Столичный.
Китайские Южные авиалинии имеют аккредитацию IATA по безопасности IOSA (IATA Operations Safety Audit).

## История
Авиакомпания начала работу в 1989 году. В 1996 году Китайские Южные авиалинии начали открывать дальнемагистральные межконтинентальные маршруты, первым таким маршрутом стал Гуанчжоу-Пекин-Амстердам. В марте 1997 года был открыт маршрут Гуанчжоу-Лос-Анджелес, который стал самым длинным маршрутом Китайских Южных авиалиний. Этот рейс вошел в историю как первый беспосадочный рейс двухдвигательного Boeing 777 через Тихий океан. В июне 1997 года Китайские Южные авиалинии разместили свои акции на биржах Нью-Йорка и Гонконга, получив 700 млн долл. В июле 2000 года было открыто ещё два дальнемагистральных маршрута, в Сидней и Мельбурн. Министерство гражданской авиации Китая (CAAC) выбрала Китайские Южные авиалинии как одну из трёх авиакомпаний-лидеров реструктуризации авиатранспортной отрасли Китая. В итоге, 4 августа 2000 года Китайские Южные авиалинии слились с Zhongyuan Airlines. В январе 2003 года авиакомпания поглотила Китайские северные авиалинии и её подразделения Beiya Airlines и China Northern Swan, а также China Xinjiang Airlines, получив их местные маршруты. В ноябре 2004 года приобретение было закончено поглощением холдинга, которому принадлежали Китайские северные авиалинии и China Xinjiang.
В 2004 году пассажирооборот компании достиг 40 млн пассажиров в год, а авиакомпания вошла в 10 крупнейших авиаперевозчиков мира. По сравнению с другими китайскими авиакомпаниями Китайские Южные авиалинии имеют самый большой флот, самую большую внутреннюю маршрутную сеть и наибольшую частотность рейсов.
В 2012 году авиакомпания перевезла более 86 000  000 пассажиров, занимая таким образом 3 место в мире.
Собственниками авиакомпании являются China Southern Air Holding (50,3 %), а также частные инвесторы из Гонконга и из-за рубежа (акционеры H) (26,84 %), а также частные китайские инвесторы (акционеры A) (22,86 %). По состоянию на март 2013 года в авиакомпании работало более 80 тыс человек.
В 2007 году Китайские Южные авиалинии обошли All Nippon Airways и Japan Airlines по количеству перевезённых пассажиров и стали крупнейшим пассажирским авиаперевозчиком Азии. Кроме того, среди крупнейших авиаперевозчиков это наиболее быстрорастущая авиакомпания Азии по размеру флота (кроме авиакомпаний-дискаунтеров). Кроме того, авиакомпания планирует значительно расширить свою международную маршрутную сеть из хабов в Пекине и Гуанчжоу.
28 августа 2004 года авиакомпания подписала Меморандум о взаимопонимании с альянсом SkyTeam. 15 ноября 2007 года Китайские Южные авиалинии официально стали 11-м полноправным членом альянса SkyTeam, став первой авиакомпанией из континентального Китая, вошедшей в мировой альянс авиаперевозчиков. В ноябре 2018 года авиакомпания заявила, что с 1 января 2019 года она покидает альянс SkyTeam.
В 2011 году China Southern Airines получила звание Four Star Airline, по версии самого авторитетного рейтингового агентства SkyTrax.
Авиакомпания China Soutehrn Airlines является первым и единственным оператором пассажирского самолёта Airbus A380 в Китае.
В 2024 году в авиакомпанию поступили первые лайнеры C919 китайского производства, началась эксплуатация на внутренних рейсах.

## Финансовые показатели
В 2008-09 финансовом году компания понесла чистый убыток в 4,8 млрд юаней ($700 млн).

## Рейсы
10 сентября 2007 года Китайские Южные авиалинии объявили об открытии новых ежедневных рейсов в Европу и Северную Америку в 2008 и 2009 году, в том числе рейсы Пекин — Ньюарк (с июля 2008), Гуанчжоу — Москва (октябрь 2008), Пекин — Детройт (март 2009), Пекин — Лондон (март 2009), Гуанчжоу — Ванкувер (июль 2009). По неофициальным сообщениям Китайские Южные авиалинии также рассматривает возможность открытия регулярных рейсов в Ригу с октября 2008 года. Китайские Южные авиалинии также осуществляют два раза в неделю рейс из Гуанчжоу в Лос-Анджелес, а рейс Гуанчжоу — Пекин — Амстердам осуществляется уже в течение 11 лет. Также осуществляются рейсы Гуанчжоу — Париж. Китайские Южные авиалинии объявили о заказе на новые Airbus A380 и Boeing 787 Dreamliner для работы на новых маршрутах. С этого времени стало известно о задержках с поставками самолётов, однако о корректировке планов открытия новых маршрутов авиакомпания не сообщала.
С начала ноября 2010 года авиакомпания запустила ежедневный рейс Гуанчжоу — Москва с транзитной остановкой в Урумчи. В конце 2010 года, были запущены ежедневные рейсы из Гуанчжоу в Сидней и Мельбурн. В апреле 2012 года China Southern Airlines открыла прямое сообщение с Новой Зеландией, запустив ежедневный рейс из Гуанчжоу в Окленд.
С 6 июня 2012 года авиакомпания запустила новый рейс в Лондон из Гуанчжоу.
С 19 июня 2013 года авиакомпания China Southern Airlines начинает выполнение прямых беспосадочных перелетов по маршруту Гуанчжоу — Москва, на самолете Airbus A-330.

## Кодшеринговые соглашения
Китайские Южные авиалинии имеют кодшеринговые соглашения со следующими авиакомпаниями:
- Аэрофлот
- Aeroméxico
- Air France
- Alitalia
- Asiana Airlines
- China Airlines
- CSA Czech Airlines
- Delta Air Lines
- Garuda Indonesia
- Japan Airlines
- Kenya Airways
- KLM
- Korean Air
- Malaysia Airlines
- Pakistan International Airlines
- Qantas
- Thai Airways International
- United Airlines
- Vietnam Airlines
- WestJet

## Флот
В марте 2023 года флот China Southern Airlines состоял из 629 самолетов, средний возраст которых 7,9 лет:

### Грузовой флот
Грузовое подразделение Китайских Южных авиалиний, China Southern Cargo, осуществляет рейсы в США, Европу и Азию.

## Инциденты и авиакатастрофы
- 2 октября 1990 года захваченный самолёт Boeing 737 авиакомпании Xiamen Airlines врезался в Boeing 757 Китайских Южных авиалиний, погибли люди в обоих бортах.
- 24 ноября 1992 года рейс 3943, Boeing 737 врезался в холм рядом с Гуйлинем, провинция Гуанси. Погиб 141 человек на борту, причина катастрофы — нарушения в работе автомата тяги[15][16].
- 8 мая 1997 года, рейс 3456, Boeing 737-300 разбился не долетев до аэропорта Шэньчжэнь Баоань. Погибло 35 человек, 9 получили ранения[17].